# آرامگاه اشموئیل نبی
بقعه اشموئیل پیغمبر مربوط به سدهٔ ۸ و ۱۰ ه‍.ق است و در شهرستان زرندیه، بخش مرکزی، روستای پیغمبر، اشموئیل واقع شده و این اثر در تاریخ ۱۴ مهر ۱۳۵۴ با شمارهٔ ثبت ۱۱۸۱ به‌عنوان یکی از آثار ملی ایران به ثبت رسیده‌است.